# Emarginata schlegelii
Emarginata schlegelii là một loài chim trong họ Muscicapidae.

## Hình ảnh

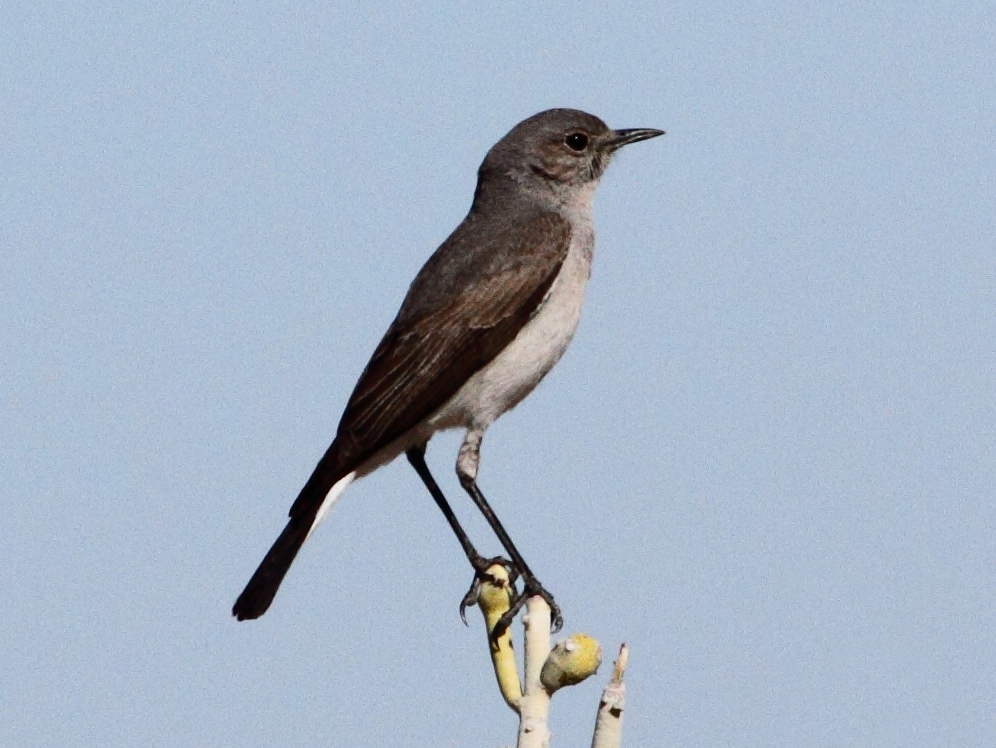
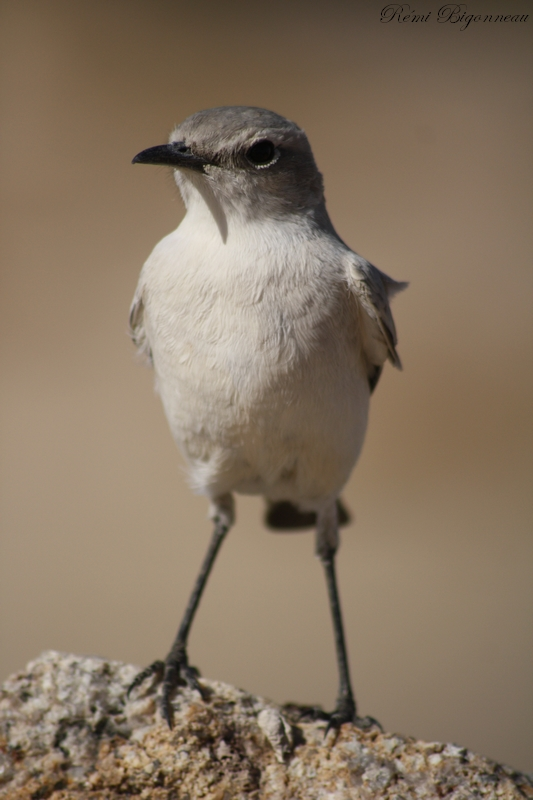